# René Egger
René Egger, né le 14 septembre 1915 à Marseille où il est mort le 17 février 2016, est un architecte français. Il travaille avec Fernand Pouillon de 1944 à 1953, notamment au sein de leur agence Egger-Pouillon créée en 1947. Au cours de sa carrière, il conçoit de nombreux bâtiments à Marseille dont plus de 150 bâtiments universitaires et scolaires. Il réalise l'hôpital nord, connu comme « le plus moderne d'Europe » lors de son achèvement en 1952 ou encore l'extension du commissariat de police « l'Evéché » dans le 2e arrondissement.
« Décédé en février 2016 à l’âge de 100 ans, René Egger reste pourtant l’un des grands oubliés de l’architecture française. Anonyme tel ses édifices publics qui peuplent la ville, mais que l’on ne regarde pas. Ignoré, tel ce décor de béton si omniprésent qu’il en devient invisible. Il existe, à son propos, peu d’écrits. »
René Egger est admis le 12 mars 1934 à l’école régionale d’architecture de Marseille. Le 6 juillet 1937 il est autorisé à transférer son inscription à l’école des beaux-arts de Paris. Il devient alors en 1938, élève de Roger-Henri Expert. En 1941, il obtient son diplôme sous la direction de ce même enseignant, il fera ainsi partie de la 177ème promotion de la section architecture. Le sujet de son diplôme était « l’habitat d’un collectionneur » qui recevra la mention très bien.

Il sera par ailleurs blessé pendant la guerre mais gardera une très bonne mobilité. De retour à Marseille, il travaillera chez Eugène Beaudouin où il sera rapidement envoyé dans une mission au Niger (réalisation du plan d’urbanisme de la ville de Ségou). Dans un même temps, il sera chargé de l’installation des affaires civils pour le compte de l’US Army (Delta Base Section) tel que le camp du Grand Arénas. Un an après son diplôme, en 1942, il sera nommé conseiller technique du ministère de l’éducation nationale. Il conserve ce titre acquis grâce à Eugène Beaudouin qui le recommanda au ministère pendant qu’il travaillait dans son agence.
« Beaudouin avait recommandé Egger auprès du ministère de l’éducation nationale et il a reçu le titre d’architecte conseil de l’éducation nationale il lui servi que dix en plus tard afin de constituer la "maffia qui devait s’attribuer sans concurrence de talents, les milliards prévus pour les travaux scolaires et universitaires. Bien entendu, le conformisme et les jérémiades étaient de rigueur dans le groupe aux dents longues. »
Il est resté discret malgré l’ampleur de ces constructions. Cela est en partie dû à son association avec Fernand Pouillon.
« Pouillon était l’homme de la culture et du rêve, l’homme de la communication, du verbe ; un parleur, un séducteur…. Ce que n’était pas René Egger. »
Très proche des ministères et de la ville de Marseille il a souvent collaboré avec les grands architectes marseillais tels que Beaudouin, Castel, Devin… l’aventure des commandes qui lui ont été confiées a parfois attisé les curiosités. Cependant, René Egger et Gaston Defferre n’étaient pas amis. René Egger reconnaît à Paul Rollin dans 26 siècle d’éducation à Marseille la dénomination de couple de constructeurs.

## L'architecte de Marseille
Son œuvre la plus importante et celle qu’il préfèrera est la faculté de médecine de la Timone. Lors du cinquantenaire de la Faculté de médecine de Marseille, il en disait :
« Je me suis assis dans un fauteuil et puis j’ai regardé les étudiants à travers la vitre en bas qui circulaient, qui avaient l’air heureux, qui avaient l’air contents de ce bâtiment qu’on a fait pour eux. Je me disais, quel beau métier que le mien, faire des Facultés pour les enfants de mon pays. Puis est venu un orchestre de chambre qui de temps en temps jouait mais cette musique envahissait la Faculté, c’était euphorique. C’était comme un hymne, un hymne à la liberté retrouvée celle de l’architecture. »
Peu après sa nomination au titre d’architecte des bâtiments civils et palais nationaux (en 1953), la première mission qui lui sera confiée sera l’agrandissement de l’hôtel de Police de Marseille non loin de la cathédrale la Major, en association avec Fernand Pouillon. A l’issue de sa collaboration avec Fernand Pouillon, il rejoindra l’atelier Delta (en 1968), il construira notamment la faculté de médecine Nord de cette association. Finalement, des recherches m’ont permis de recenser 150 écoles construites selon son modèle et 100 supplémentaires suivant le modèle GEEP Industries. Finalement, près de 200 constructions supplémentaires peuvent lui être attribuées dont la plupart regroupent des établissements d’enseignement. Il aura conçu des bâtiments pour les villes de Aix-en-Provence, Avignon, Cassis, Châteauneuf-les-Martigues, Fontvieille, Gardanne, La Ciotat, Marignane, Marseille, Menton, Montpellier, Nice, Nîmes, Port-de-Bouc, Saint-Étienne, Saint-Raphaël, Salon de Provence, Sceaux, La Seyne-sur-mer et Toulouse (cf. : classification des édifices en annexe).
Le 10 novembre 1956, René Egger est fait Chevalier de la Légion d’Honneur par Gaston Defferre (lui-même officier de la Légion d’Honneur). Le procès-verbal de la nomination, conservé aux Archives Nationales de la Grande Chancellerie, fait référence aux fonctions, distinctions et missions qui lui font valoir cette médaille. Il est ainsi reconnu par l’Etat Français représenté par le service de la Légion d’Honneur en qualité de « Conseiller technique du ministère de l’éducation nationale pour les constructions scolaires, universitaires, techniques et d’équipement sportif (10 années d’activité), Architecte en chef des bâtiments civiles et palais nationaux, Chargé d’un projet pour la réfection des Hôpitaux de Marseille, Chargé de mission au Soudans Français : chargé de plans d’hôpitaux – maternités indigènes, logements, plans d’urbanismes, (etc.…) », Architecte de 1600 logements à Marseille, Chef de groupe pour la construction d’immeubles pour le ministère de la Reconstruction et de l’Urbanisme, Aussi de nombreuses constructions scolaires dont 2 500 000 000 francs pour Nîmes, 600 000 000 francs pour Nice et 4 500 000 000 francs pour Marseille (au moment de sa nomination).
Le 28 février 1969, il sera promu officier de Légion d’Honneur par Jean Laporte, alors préfet de la région PACA (lui-même commandeur de la Légion d’Honneur). Dans son arrêté de nomination est évoqué son titre d’architecte en chef des bâtiments civils et des palais nationaux (depuis le 23 janvier 1958) et de conseiller technique du ministère de l’éducation nationale (depuis le 25 février 1947). Il est ainsi architecte du gouvernement pour le ministère de l’éducation nationale, ancien combattant, officier de réserve, blessé de guerre et a été président du groupe de travail technique au sein de la commission de l’éducation nationale au commissariat général du plan de 1956 à 1958 (3 ans de poste).
Son dossier de nomination contient également un avis du directeur de l’équipement scolaire, universitaire et sportif J. Raymond qui valorise René Egger pour ces 20 ans d’actions au sein du ministère et sa participation très active aux recherches concernant la construction d’équipements scolaires et universitaires. Aussi, un grand nombre de constructions scolaires ont été édifiée selon ses plans types et il est l’ « un des premiers à avoir compris l’intérêt des études de typification des bâtiments d’enseignements et de recherche »
Il s’éteindra en 2016 à l’âge de 100 ans laissant derrière lui une œuvre immense. Une chronologie présentée en annexe permet de mieux cerner l’étendue de son engagement et des missions qu’il a pu réaliser successivement. De nombreux écrits évoquent la collaboration entre René Egger et Gaston Defferre, cependant peu de traces réelles existent/ont persisté. En effet, les archives privées de ces deux personnages conservés aux archives départementales et municipales ne laissent que peu de correspondances entre les deux hommes. Leurs collaborations ont souvent attiré les convoitises, a commencé par celle de Fernand Pouillon. 

Aussi, il est souvent attribué à Gaston Defferre les différents plans de construction avec René Egger, En revanche, il est à noter que différents plans de constructions de René Egger ont bel et bien commencé sous la mandature de M. Carlini et non M. Defferre. Cependant, Gaston Defferre s’est beaucoup battu afin d’obtenir des subventions afin de construire des établissements d’enseignements primaires de qualités et d’obtenir le transfert de certaines facultés dans sa ville. Dans le fonds privé de Gaston Defferre est notamment conservée une lettre de Gaston Defferre à M. Sudreau, ministre de la Construction, où il lui adresse une demande de transfert de plusieurs grandes écoles dans la ville qui lui est à charge, Marseille.
« J’ai été étonné de constater qu’aucune décision n’avait été prise en ce qui concerne Marseille qui offre pourtant des possibilités et où les jeunes pourraient être à même de poursuivre des études dans une ville intéressante à bien des points de vue, et bénéficieront en outre d’un climat particulièrement sain.
Je serai personnellement très heureux que puisse être envisagé le transfert d’une ou plusieurs grandes écoles à Marseille ou dans la région Marseillaise. Je compte sur vous pour examiner cette question. »
Finalement, c’est une étroite collaboration entre le recteur académique et le ministre de l’Éducation Nationale qui a permis la conception d’un plan global à Marseille et l’élaboration d’une subvention de 1 milliard d’anciens Francs concernant les constructions d’établissements scolaires.

## L'agence Egger Pouillon
René Egger et Fernand Pouillon se sont connus à l’école d’architecture. Ils ont par la suite travaillé au sein de l’agence d’Eugène Beaudouin. C’est lors de cette période que Eugène Beaudouin fera nommer René Egger auprès du ministère de l’éducation nationale, poste qui lui vaudra beaucoup de commandes par la suite. Très rapidement, René Egger propose à Fernand Pouillon de s’associer afin de concevoir ensemble un projet dont René Egger sollicitait son aide. Dans Mémoires d’un architecte, Fernand Pouillon évoque la proposition de Egger afin de mener à bien une mission du ministère des prisonniers et des réfugiés. René Egger avait besoin de l’expertise technique de Pouillon afin de résoudre le manque de matériaux.
L’association entre René Egger et Fernand Pouillon au sein de l’agence Egger Pouillon dure de 1944 à 1953. Ils auront finalement assez peu collaboré, en effet, nombreux de leurs projets sont individuels alors même qu’ils collaborent au sein de la même entité. D’abord installé dans la rue Longue des Capucins, l’agence déménagera au 73 Building de la Canebière en 1952. Les premiers projets que l’agence a réalisés concernaient l’installation des affaires civiles de la Delta Base Section. Pour leur compte, ils ont construit de nombreux bureaux. La seconde commande très importante de l’agence concernait le ministère des prisonniers, des déportés et des réfugiés, pour lequel ils ont notamment construit le camp du grand aréna à Marseille. Ce projet a été réalisé en un temps record et avec des matériaux limités et des moyens financiers presque nuls. Dans ces mémoires, Fernand Pouillon évoque même le vol de la matière première du chantier, les milliers de fusées de céramiques inventées par Jacques Couelle à l’armée américaine.
Par la suite, les chemins des deux architectes vont rapidement se séparer, Fernand Pouillon va conserver sa liberté de création alors que René Egger va accepter le monopôle de la commande publique. Fernand Pouillon évoquera la volonté de vouloir travailler avec des maîtres d'ouvrage divers et variés et de pouvoir concevoir les projets qu’il souhaite.
On peut cependant attribuer à l’agence Egger Pouillon quelques bâtiments communs, parmi eux, la station sanitaire du Vieux Port pour le compte du ministère de la Santé Publique en 1948. Bâtiment en structure poteaux dalles en béton armé avec le recours à la pierre banchée en façade. Ils ont également collaboré sur les logements de La Tourette non loin de la cathédrale La Major. Ce projet à l’architecture presque intemporelle, propose une volumétrie forte pourtant très bien intégrée dans la topographie et le contexte urbain. Enfin, on peut noter une importante collaboration sur le projet du 73 Building de la Cannebière, édifice dans lequel ils déménageront leur agence mais dont l’obtention du permis de construire a été compliquée. Ce projet s’étendra de 1947 à 1953. L’ordonnance de ce bâtiment sera centrée sur le recours au béton et à la préfabrication des panneaux de façades. Cette dernière, est marquée par la présence de grands bandeaux horizontaux qui tranche avec la hauteur de cet édifice.
Afin de mener à bien ce projet, les deux associés ont créé une société civile immobilière « building de la Cannebière » en association avec les Frères Willis qui achète le terrain des anciennes Galeries. Le dépôt du permis a été réalisé en 1947, avant d’être modifié en 1948 et finalement accordé en 1952 par le ministère de la Reconstruction et de l’Urbanisme. Finalement, la réception définitive du projet sera réalisée en mai 1955, les honoraires d’architectes ont été payé en deux locaux de 320m² et 60m² au premier étage du bâtiment.
En 1946, à Aix en Provence, ils bâtiront un gymnase communal en pierre massive et couverture métallique. Cette architecture à la fois massive avec l’utilisation des pierres de Rognes et de Bourgogne présentait une grande modernité avec cette « aile d’avion » en métal inspiré de l’architecture de Jean Prouvé. Ce projet éminemment graphique a cependant été détruit il y a maintenant plusieurs années.

Enfin, ils seront également reconnus pour avoir bâti l’hôtel de Police de Marseille en pierre banchée, mais aussi et surtout une usine pour le Groupe Nestlé dans le quartier de Saint Menet à Marseille. Cette usine de chocolat et de café accompagne un combat des architectes qui sont allés jusqu’à modifier le tracé de l’autoroute afin de rapprocher l’usine des grands axes. Elle est entièrement bâtie en béton préfabriqué. Ce projet, d’une envergure très importante, était rare pour des architectes si jeunes, surtout venant d’un groupe comme Nestlé qui faisait plutôt travailler des professionnels aguerris. Ainsi, Fernand Pouillon disait de René Egger :
Egger dont je pense souvent du mal avait aussi du bon. C’était un roublard, qui savait jouer la comédie. Son physique sérieux l'y aidait.
René Egger avait aidé à gagner la confiance de Nestlé cependant il ne participa que de manière secondaire à la conception. Les deux architectes assurent que ce chantier est en réalité assez mal payé (2,5% d’honoraires). Cependant, il leur assurera une stabilité financière pour leur agence et leurs 20 collaborateurs. Ils avaient ensemble, à cette époque-là, une des plus grosses agences du département avec plus de 100 000 000 francs de frais généraux annuels.

A propos de leurs associations, Fernand Pouillon préfère dire qu’il s’est construit tout seul sans l’aide de personne. Ce sont en effet les propos qu’il affirme dans l’ouvrage Mon ambition:
« Je sais que je suis un bâtisseur très prolifique, je suis peut-être le plus prolifique du monde. Je pense que si on faisait un concours là-dessus, je suis à peu près sûr de gagner sur le nombre de constructions. Surtout en considérant que ce sont des constructions que j’ai faites moi-même, sans aide autre que celle de collaborateurs secondaires. Je n’ai pas eu d’associés, j’ai toujours bu mon propre verre. J’ai toujours bâti avec des procédés que j’imaginais et qui me paraissaient être justes et bons. »
L’auteur s’étant cependant permis de corriger le propos de Fernand Pouillon en évoquant la collaboration avec René Egger en prenant pour date 1948 à 1954. Dans ces mémoires, Fernand Pouillon évoque les raisons de sa séparation avec René Egger. Même si cette version est à corroborer avec la version de René Egger, on peut apprendre que la famille de René Egger lui reprochait de prendre le dessus sur leurs réalisations communes.

René Egger était sûr de son avenir avec les chantiers confiés par le ministère et Fernand Pouillon ne souhaitait plus ménager son associé. Leur agence était florissante, cependant les chantiers étaient gérés séparément, la séparation n’était donc pas difficile à entrevoir. Fernand Pouillon évoque une discussion avec René Egger :
« Après une première discussion, je déclarai à Egger que notre association me devenait intolérable et que j'étais encore plus décidé que lui à la dissoudre. »
Par ailleurs, à l’issue de leur séparation, Fernand Pouillon constituera une importante agence de plus de 120 personnes. Il deviendra ainsi, l’une des plus importantes agences de France. Il travaille à cette époque simultanément à Paris, dans le Midi, en Corse, en Algérie et en Iran. Lorsqu’il évoque sa carrière, Fernand Pouillon dit, 
« J’ignore si je fus un bon architecte, mais je suis certain d’avoir été un homme de cœur et d’avoir réussi une œuvre humaine »
Quant à lui, René Egger, a obtenu une agence de taille plus modeste avec des frais généraux moins élevés. Concernant leur association, il faut en réalité attribuer à Fernand Pouillon et René Egger l’ensemble des constructions réalisées ou entreprises en 1944 et 1953-1954. L’architecte Thierry Durousseau m’évoque son combat pour reconnaître les édifices marseillais à l’ensemble des acteurs qui y ont contribué. Même si Fernand Pouillon ne portait que peu d’intérêt vers l’architecture scolaire, les plans des établissements scolaires construits durant cette période possèdent les deux signatures. René Egger et Fernand Pouillon étaient deux personnes très différentes. Les caractères étaient même relativement contraires. C’est cette différence qui les rendait si complémentaires. Fernand Pouillon avait besoin du cadre et du sérieux de René Egger. Finalement, René Egger avait une grande admiration envers Fernand Pouillon. Fernand Pouillon enviait à René Egger l’ampleur de sa commande publique. Finalement, René Egger a été peiné par cette séparation. Durant la fin de sa carrière, il a regretté ces 15 ans d’amitié si forte. Cette séparation est évoquée par sa fille comme un divorce entre deux personnes qui se sont aimées et ont vécu des moments très forts ensemble. René Egger et Fernand Pouillon ont su répondre à la commande des écoles primaires. Ils ont dû faire face à des paramètres complexes. L’urgence de la construction est devenue un engagement personnel, ils étaient responsables de la rentrée scolaire des enfants. une chronologie regroupant les constructions de René Egger seul et Fernand Pouillon et René Egger est présenté en annexe.

## René Egger et Le ministère de l’Education Nationale
« Depuis 1940, rien ou presque n’a été fait, et les enfants du baby-boom apprenant à lire et à écrire dans des baraques préfabriquées. Avec l’aide de René EGGER, conseiller technique au ministère de l’Education nationale, qu’il connaît et apprécie - il a participé à la construction de la Tourette- il veut bâtir des classes vite et bien en utilisant des matériaux locaux (pierre de la région, briques et tuiles romaines). Aidé de son adjoint Antoine Andrieux, il respecte les normes financières et techniques imposées par le ministère, au point d’impressionner André Marie, inamovible titulaire du portefeuille de l’éducation nationale de 1951 à 1954. En trois ans, Marseille a bâti une classe par jour ouvrable, ce qui vaut à la ville le ruban bleu de la construction scolaire. »
Pour repondre aux besoins du Baby Boom, l'Etat francais doit constructruire un grand nombre d'établissements scolaires. La structuration de ce large plan de constructions est faite par deux institutions. A Paris, rue Valois, se trouve les bureaux des conseillers techniques du ministère de L’Education nationale. René Egger y travaille et évoque la présidence de M. Perchet, conseiller d’Etat au Palais Royal. Il fut le premier architecte à prendre la présidence du sous-groupe « Technique et procédures de construction pour l’Education nationale ». La nomination d’un architecte marseillais à ce poste fut remarquée.
René Egger a obtenu le titre d’architecte des Bâtiments civils et palais nationaux à la suite d’un concours. Il fut ainsi un des premiers architectes à entrer dans cette commission. Avant lui, un ingénieur en chef des ponts et chaussée assurait la diligence, du nom de André Decelle. Lors de sa nomination, le ministre des Finances Wilfrid Baumgartner évoque qu’il fut recommandé par André Decelle lui-même pour lui succéder. Le plan était alors de construire 40 000 classes au minimum. Aussi, à la tête des finances de l’Etat, il met un point d’honneur à ce que les groupes scolaires soit construit à un prix identique partout en France et que René Egger s’engage à ce qu’il n’y est « ni gaspillage ni négligences », il publiera ainsi des « normes sévère de surface à l’élève et de coût » afin de travailler le plus efficacement possible.
La seconde institution à travailler sur les constructions scolaires est la Direction Nationale de la Construction Scolaire implantée Rue Barbet de Jouy à Paris. Elle avait pour vocation de contribuer à la construction de l’ensemble des établissements scolaires français. Dans ces bureaux, la direction était faite par MM. Loirette, Secreau et Lemeur. Plus tard, ce type d’institution perdra de la force par la décentralisation des pouvoirs dans les régions, départements et communes. René Egger évoque d’ailleurs son aide à la création, structuration et implantation de ces équipes partout en France.
Enfin, afin de financer la construction de ces établissements, l’Etat accordait des prêts aux communes. Ce prêt se faisait dans le respect des schémas type conçu par les commissions scolaires, dans le cas de non-respect de ces derniers, en matière de dimensionnement, coût, …, l’Etat s’octroie le droit de refuser sa subvention et donc son prêt à la commune fautive. Le maire ne pouvait donc plus emprunter d’argent et donc plus construire. En ce qui concerne Marseille, René Egger avait obtenu une dérogation provisoire et expérimentale afin de travailler sur son prototype, nécessitant le recours à une trame plus importante que 1m75. Lors de la construction des modèles Egger à Nîmes et Avignon, le même type de dérogations avait été accordé.

## René Egger et la construction d'établissements scolaires
Au sortir de la seconde guerre mondiale, le pays est ruiné et les matériaux de construction sont peu nombreux. Pourtant, la demande est immense, surtout en matière de logement. A Marseille, l’association entre Fernand Pouillon et René Egger va faire émerger une autre possibilité de construire. Fernand Pouillon, adepte de la pierre massive et ami de Paul Marcerou amène René Egger à construire des écoles utilisant des matériaux locaux, disponible et peu coûteux. C’est ainsi qu’il propose une standardisation des établissements scolaires.
Au fil des années, la ville de Marseille a fait grandir son nombre d’écoles afin de répondre aux besoins croissants d’établissements. Cette succession de constructions lui apporte une collection d’architectures toutes plus intéressantes les unes que les autres. L’architecture scolaire s’adapte aux capacités matérielles, techniques, financières et surtout à l’évolution des méthodes d’enseignement. Ainsi, nous pourrons analyser comment l’architecture se transforme et migre d’un type à un autre. Ainsi, les constructions d’école dites Jules Ferry occupent la période 1882 à 1930 environ. Les écoles Tasso occupent une plus petite période 1936-1938. Les écoles Pouillon et Egger occupent la période de 1952 à 1967, cependant Egger restera architecte et supervisera la construction d’écoles dite GEEP Industries de 1963 à 1975.
La ville de Marseille compte près de 450 écoles réparties dans tout le territoire. Lors de la construction des établissements Egger dans les années 1950, la ville ne comptait que moitié moins d’édifices. Au fil des années et pendant une période de 10 ans, René Egger va piloter la construction d’environ 150 écoles « Egger » avant de piloter la construction d’écoles GEEP Industries également.
Le programme de construction scolaire dit « Egger » débute à Marseille en 1952/1953. Durant l’année 1953, première année du programme, la ville de Marseille a bâti 75 classes primaires, 11 classes maternelles et 14 logements. Après avoir conçu le programme, la ville de Marseille accélère la cadence afin de construire 173 classes primaires, 6 classes maternelles et 33 logements. En 1955 ce sont 35 classes primaires, 12 classes maternelles et 3 logements qui sont créés. Suivant cette cadence, en 1958 ce sont près de 865 classes primaires et maternelles qui ont été ouvertes. Enfin, durant les 12 premières années du programme, la ville de Marseille a ouvert un total de 2 544 classes.
Cependant, à Marseille la situation est d’autant plus critique que la fin de la guerre d’Algérie conduit une forte vague d’immigration. L’arrivée massive des rapatriés d’Algérie pose un problème : il faut beaucoup plus d’écoles. L’année 1962 sera alors très compliquée car la ville manque grandement d’équipements. En effet, près de 1 000 000 de « pieds noirs » sont arrivés en France entre 1962 et 1963 et cela se ressent sur la population marseillaise. Un inventaire des écoles coordonnées par René Egger est présenté en annexe. Il est constitué à partir du croisement de différentes sources d’archives.
De manière générale, en France, dans les années 1950, le patrimoine scolaire est en piteux état, et la France est toujours soumise à des restrictions et pénuries de matériaux. A Marseille, la ville fait appel à un architecte local et ne répond pas aux édifices scolaires standardisés nationaux. Ainsi, l’architecte René Egger et le maire de Marseille Gaston Defferre travaillent main dans la main dans la constitution d’un large plan de construction d’écoles. René Egger propose alors de travailler avec les matériaux disponibles dans la région. Il conçoit alors une école en pierre et en céramique. Ces écoles permettent de répondre aux besoins importants et rapides d’écoles. Ainsi, René Egger pilotera la construction de 150 écoles à Marseille au rythme de 10 écoles de 10 classes en moyenne par an soit environ 100 classes. L’école de Marseille est une école de l’accueil et du partage. La grande mixité d’origine des élèves est une chance même si historiquement, les établissements privés l’ont dépréciée. Ils vont ainsi connaître un fort développement en réponse à cette problématique. En effet, ces derniers proposent moins de mixité et c’est pour cette raison qu’ils vont prendre une place importante à Marseille.
Lors du Conseil Municipal du 19 juillet 1952, le maire de Marseille Michel Carlini vote l’expérimentation de 7 écoles « Egger ». Par cette première décision, la ville refuse de construire uniquement des groupes scolaires, provisoires ou démontables, et prône la volonté de construire une architecture décente pour ces habitants. René Egger a souvent avancé qu’il ne souhaitait pas participer à la construction d’écoles jetables mais plutôt qualitative en respect des tarifs demandés. Les 35 classes démontables sont chiffrées à 45 millions de francs, soit 1,3 million par classe payée en totalité par la ville. La construction standardisée de Prouvé et St Dionisy sont toutes deux chiffrées à 9 millions subventionné à 47% par l’Etat, soit 4,5 millions par classe. Et l’école maternelle St Marcel est chiffrée à 12 millions, soit 3 millions par classe, subventionné également à hauteur de 47% par l’Etat. Ainsi le modèle Egger est présenté 66 % moins cher que les procédés industriels présentés par Jean Prouvé et le groupe St Dionisy.
Finalement, il est approuvé la construction de 35 classes démontables, d’un groupe de 2 classes Prouvé au Merlan, d’un groupe de deux classes St Dionisy à la Beaume aux Beaumettes, la construction de quatre classes Egger à Saint Marcel. Dans un second temps, est approuvée la construction standardisée de 6 groupes scolaires (Doria, St Charles, La Valbarelle, St André, St Henri, Michelet). Pour finir, il est voté le financement de ce programme arrêté à 334 400 000 Francs par une subvention de l’Etat de 47 % et un emprunt de la ville de 180 000 000 de Francs. Pour finir, il est approuvé la construction de 3 autres groupes pour l‘année 1953 (La Feuilleraie, Le Canet-Gare, la Rose).
Gaston Defferre, successeur de Michel Carlini, a été très impliqué dans le plan de construction scolaire. Il écrira par exemple à M. Sudreau, ministre de l’Education Nationale afin de faire implanter des facultés à Marseille durant les périodes de développement de l’enseignement en France. En date du 29 avril 1960, cette lettre évoque la décentralisation des universités à Lyon, Grenoble, Toulouse, Rennes, Bordeaux, et Nantes. A ce moment-là aucune décision n’avait été prise pour Marseille et c’est l’objet de la lettre de Gaston Defferre.  

## René Egger face à la pénurie de matériaux, l’aventure de la	construction en pierre de taille.
Meme si René Egger et Fernand Pouillon n’ont pas pu participer aux expérimentations du ministère de la Reconstruction et de l’Urbanisme sur la question des logements et de la préfabrication, leurs propositions architecturales proposent des tarifs très intéressants. En effet, la pierre donne à leur architecture une très grande noblesse qui ne témoigne pas de l’urgence et du contexte mais plutôt d’une volonté de qualité de la construction.

La nécessité d’efficacité du processus demandait une organisation précise. Cette pierre, à l’apparence noble, était en réalité à l’époque, moins chère à l’achat et à la mise en œuvre que le béton et les autres matériaux de construction traditionnelle. La période de la reconstruction marque le renouveau des techniques de construction ancienne, Ainsi, par l’impulsion du régime de Vichy et du général Pétain, les architectes vont se pencher sur l’utilisation de la maçonnerie traditionnelle. En effet, ces techniques, qui n’utilisent ni ciment, ni bois, ni métal au profit de la pierre et de la chaux. La pierre est en effet un matériau disponible sur l’ensemble du territoire français, la quantité de matière est donc presque illimitée et seulement un minimum d’énergie est nécessaire pour son extraction et mise en œuvre.
« Paul Marcerou, qui avait su ‘adapter les machines qui travaillent l’acier ou le bois à la pierre, tendre ou dure” alors qu’à l’époque, la pierre était toujours taillée à la main. Ainsi son coût était considérablement diminué. Il présenta son procédé au ministre Eugène Claudius-Petit qui fut d’autant plus intéressé qu’au lendemain de la guerre, le ciment était alors rare et cher »
La revue Techniques et Architecture consacrera d’ailleurs un numéro complet à la maçonnerie en 1943. L’extraction de la pierre va être normalisée avec l’invention de machines par Paul Marcerou et la demande de l’État de favoriser des tailles de pierres standardisées. Jacques Germain réalisera un article pour le Centre Scientifique et Technique du Bâtiment en 1950 (volume 7 cahier 70 p ; 3-37) présentant les procédés et les dimensions du calcaire tendre prétaillé. La restriction des dimensions de blocs à l’échelle nationale a permis aux industriels de bénéficier d’une commande large et industrialisée. Cette directive a eu pour effet d’abaisser les coûts des blocs de pierres. Cependant, les architectes avaient des réticences à travailler avec les blocs standards qui restreignent légèrement la création architecturale.
Les recherches autour de l’industrialisation de la pierre sont nombreuses. L’architecte Jacques Germain réalise en 1950, pour le compte du CSTB, une analyse poussée et complète de l’utilisation du calcaire dans l’architecture de la reconstruction. Son analyse est autant descriptive que technique et permet de comprendre les enjeux de son extraction jusqu’à sa mise en œuvre. Ainsi, dès 1945, le ministère de la Reconstruction et de l’Urbanisme a étudié les possibilités d’industrialiser la pierre. Les pierres sont classées selon la classification AFNOR. Le calcaire tendre offre des possibilités d’extractions industrialisées. C’est après la loi du 23 mars 1941, relative à la fabrication des produits nécessaires aux besoins du pays, que des industriels mettent au point ces machines. Aussi, au sortir de la guerre, l’augmentation du coût de la main d’œuvre rend l’industrialisation de la pierre viable. Avant, le coup minime de la main-d’œuvre n’avait pas permis de rentabiliser la conception des machines. Le ministère a par ailleurs organisé un concours dont la société lauréate a été la Société Française de la Pierre Normalisée qui exploitait les brevets de Paul Marcerou. Le prix du mètre cube de pierre livrée sur un chantier (à Caen) était de 5 272 francs par mètre cube. Dans sa thèse, Yvan Delemontey évoque une lettre à l'attention de Monsieur le ministre de la Reconstruction et de l'Urbanisme concernant l'industrie de la pierre à bâtir en France, datée du 22 janvier 1949. Elle est rédigée par Pierre Vivier de Streel, président du syndicat national des maîtres carriers de France. Il est précisé qu’à l’exception de l’extraction du granit, l’industrie de la pierre tendre n’est à l’époque pas encore industrialisée et a besoin de temps pour subvenir aux besoins de l’industrie du logement.

En 1948, trois ans après cette lettre, le ministère de la Reconstruction et de l’Urbanisme accélère l’industrialisation des carrières par la subvention des outils d’extraction. Ces équipements, développés par Paul Marcerou, permettent de faire chuter les coûts d’extraction. Pour équiper à l’origine ses carrières, il développe et dépose 33 brevets concernant des machines d’extractions, de taille, de coupes, de perçage. Ces machines seront présentées dans le numéro 260 de la revue Le Mausolée en avril 1958 (p.481-485).
« Mr Paul MARCEROU a conçu et fabriqué des machines ayant permis de réaliser, à Alger, par exemple, des cités de 4.500, 1.500 et 1.000 logements en pierre massive du Midi. Dans le dernier de ces immenses groupes, pour extraire, débiter, transporter et mettre en place les quatorze mille mètres cubes de pierre de taille nécessaires à la construction des murs porteurs, il n’a fallu que 150 jours. »
En effet, en 1947, il fallait 50 heures pour extraire 1 m3 de pierres. Depuis déjà plusieurs années, l’industrie sidérurgique s’était développée et avait rendu la production de métal quasi automatique. C’est fort de ce progrès et face au manque d’automatisation de la pierre de taille que Paul Marcerou conçoit l’ensemble de ces machines. Cette industrie mourante fut réhabilitée par le développement de machines que le Maître Carrier Paul Marcerou avait prototypé en 1935-1939. Cette mécanisation rend la pierre de taille utilisable dans l’architecture de 1950.
Fort de ce constat, le ministère de la reconstruction décide de financer cette mécanisation à hauteur de 35 000 000 de francs. En 1950, Paul Marcerou a réussi à faire chuter le temps d’extraction de 50 heures à 8 heures, puis rapidement à 5 heures par mètre cube. Ce sont ces pierres qui ont permis d’édifier les façades du Vieux Port et les écoles en pierres de taille de René Egger. Cependant, la soif de réussite de Paul Marcerou le pousse à continuer ces inventions et réduire encore le temps d’extraction. À ce moment-là, le prix de la pierre en France a chuté de près de 40%. La production annuelle des carrières était alors de 250 000 m3 permettant de réaliser une économie de 1 milliard de francs au budget de la reconstruction. En 1958, date de parution du journal, Paul Marcerou estime avoir atteint les objectifs fixés par le ministère de la reconstruction. Ainsi, en 1956, chaque appareil mis en œuvre dans ces carrières produisait 250 m3 de pierres par jour. La tolérance sur la mesure était de 2 mm et 25 hommes étaient nécessaires au fonctionnement de ces machines. Les appareils travaillaient sur un front de taille de 100 m de long et 4 appareils étaient mis en service à Fontvielle, produisant 750 m3 par jour. Cette carrière détenait en 1958 le record mondial de production de pierre.
Utilisée en forte épaisseur, la pierre permet d’isoler thermiquement. En effet, son inertie lui confère la capacité de maintenir une température constante à l’intérieur de l’espace. Mise en œuvre par des murs massifs de 40 cm, la façade obtiendra ces qualités thermiques. Le calcaire tendre permet aussi la perméabilité à l’air. Cependant, cette pierre est sujette au gel. En effet, sa porosité lui confère la possibilité d’absorber de l’eau qui créera des dommages importants en cas de gel. Son utilisation en soubassement est donc déconseillée.
Paul Marcerou conçoit des machines telles que la perforeuse à tube qui permet de réaliser des séries de trous de 55 mm de diamètre par 50 centimètres à 2 mètres de profondeur. Cette machine est motorisée électriquement. Elle permet de perforer le calcaire tendre à la vitesse de 35 cm par minute mais son poids de 1,2 tonne lui demande 6 minutes pour être mise en place vers le second emplacement et de recommencer ainsi un nouveau forage.
Les calcaires tendres, tels qu’extrait à Fontvielle, comportent une densité comprise en 1 470 et 2 500 kg/m3. Au-delà, cela est considéré comme de la pierre dite « froide ». La pierre de Fontvielle est décrite comme blanche à reflets blonds. Elle est compacte à grains moyen et sa densité est comprise entre 2 030 et 2 070 kg/m3 (demie ferme numéro 5).
Afin de faciliter et rentabiliser l’extraction de la pierre, le ministère de la Reconstruction et de l’Urbanisme propose l’utilisation de 3 formats de blocs. Les dimensions sont 25/20/40 cm, 40/60/40 cm et 75/100/40 cm. Ces pierres sont dites des parpaings et se démarquent des autres pierres mises en œuvre plutôt en parement. Elle est normalement mise en œuvre avec deux faces visibles. La pose s’effectue à l’aide d’un engin de levage. Des cales en bois permettent de maintenir l’épaisseur du joint à l’épaisseur souhaitée.

## Principales réalisations

### Alpes-Maritimes

#### Menton
- Collège d'enseignement technique Les Clémentines (lycée professionnel Les Coteaux)

#### Nice
- Collège d'enseignement technique Les Palmiers (lycée professionnel Les Palmiers)
- Lycée Les Eucalyptus
- Lycée de l'Ouest - Honoré d'Estienne d'Orves
- Restaurant universitaire des Collinettes
- Faculté des Sciences Valrose
- Faculté de Droit Centre
- Résidence universitaire de la Lanterne
- Cité universitaire Montebello
- Stade universitaire
- C.H.U. de l'Ouest - L'Archet
- Palais des congrès et de la musique
- H.L.M. La Madonette

### Ardennes

#### Charleville-Mézières
- Instituts médicaux éducatifs Seurre Saint-Maixent

### Bouches-du-Rhône

#### Aix-en-Provence
- Stade Pouillon
- Rectorat d'Aix-Marseille
- Lycée Paul Cézanne
- L'Arc de Meyran
  - I.U.T.
  - Résidence universitaire
- Cuques
  - Restaurant universitaire
  - Résidence universitaire
- Les Fenouillères
  - Restaurant universitaire
  - Résidence universitaire
- Résidence universitaire de Gazelle
- Résidence universitaire des Arts et Métiers
- Archives de la France d'Outre-Mer (archives nationales d'Outre-Mer)
- Faculté des Lettres et des Sciences humaines
- Bibliothèque universitaire
- C.R.E.P.S.
- Résidence des 200 Logements

#### Allauch
- Laboratoire régional des ponts et chaussées, centre de perfectionnement

#### Cassis
- Collège d'enseignement secondaire Les Gorguettes (Les Gorguettes - Gilbert Rastoin)

#### Châteauneuf-les-Martigues
- Collège d'enseignement secondaire (Les Amandeirets)

#### Marignane
- S.N.C.A.S.E., hangar de piste

#### Marseille
- Gymnases Sainte-Marguerite, Saint-André, Mazargues, Roy d'Espagne, Beaumont et Bouge - La Calade
- Stades Saint-Joseph, Pont de Vivaux, Saint-Gabriel, Bois Luzy et La Pomme
- Crèches du Canet, de Mazargues et du Pharo
- Écoles standardisées en pierres
- Groupes scolaires La Castellane (Saint-André La Castellane) et La Bégude (école des Marins-Pompiers de la Marine - site de la Rose)
- Écoles Chave, La Valbarelle, Allée des Pins, Périer (collège Adolphe Monticelli)
- Collèges d'enseignement secondaire Saint-Antoine - L'Hermitage - Jean Moulin, La Capelette (Simone Veil), Saint-Tronc, La Valentine (Le Ruissatel), Jules Massenet, Sainte-Marguerite (Coin Joli - Sévigné), Les Cyprès (André Malraux), La Rose (Stéphane Mallarmé), Saint-André (Henri Barnier), Santi (Arthur Rimbaud), Sainte-Marthe (Edouard Manet), Roy d'Espagne, Versailles
- Collèges d'enseignement technique La Floride (lycée professionnel La Floride), Dessemond (lycée professionnel Colbert), La Calade-Saint-Louis (lycée professionnel La Calade), Sainte-Anne - Frédéric Mistral (lycée professionnel Frédéric Mistral), Bonneveine (lycée professionnel Leau)
- Lycées Nord (Saint-Exupéry), Est (Marcel Pagnol), Sud (Honoré Daumier), Marie Curie
- Luminy
  - École supérieure de commerce (Kedge Business School)
  - Stade universitaire Jean Bouin
  - École d'art et d'architecture (Institut national supérieur d'enseignement artistique Marseille Méditerranée)
  - Logements d'étudiants
  - Piscine municipale
  - Faculté des Sciences
  - Restaurant universitaire
  - I.N.S.E.R.M.
  - École d'ingénieurs de travaux publics (école polytechnique universitaire de Marseille)
- Saint-Charles
  - C.R.O.U.S.
  - Faculté
  - Bibliothèque
  - Institut mécanique des fluides
- Saint-Jérôme
  - Faculté des Sciences
  - I.U.T.
  - Restaurant universitaire
  - Bibliothèque universitaire
- La Timone
  - Faculté de médecine
  - C.H.U.
  - Faculté de Pharmacie
  - École dentaire
- Nord
  - Faculté de médecine
  - C.H.U.
  - Bibliothèque universitaire
  - École d'infirmières
- Sud - Sainte-Marguerite
  - C.H.U.
  - École d'infirmières
- Cité universitaire Galinat
- École nationale de la marine marchande (école nationale supérieure maritime)
- École nationale d'enseignement technique Saint-Tronc (lycée Jean Perrin)
- Centre d'apprentissage Salengro (lycée professionnel Le Chatelier)
- Centre national de la recherche scientifique
- C.N.R.S., laboratoire d'astronomie spatiale Les Olives (Laboratoire d'astrophysique de Marseille)
- Station marine d'Endoume
- Hôpital Salvator
- Regroupement de la Marine au Pharo
- Commission régionale des opérations immobilières
- Hôtel de Police
- Centre d'embauche des dockers La Joliette
- Société des Eaux à Saint-Jérôme
- Station sanitaire aux frontières (Musée Regards de Provence)
- H.L.M. Campagne L'Évêque
- Logements Sogima Rabatau et Bonneveine
- Immeuble L'Éolienne
- Immeuble Le Marengo
- Résidence Pasteur
- Immeuble Mermoz
- Building Canebière
- Immeuble La Résidence du Parc
- Résidence Parc Barry
- Immeuble La Fourragère
- Immeuble Frédéric Mistral
- Immeuble Pillard-Trabaud
- Résidence La Grande Corniche
- Le Grand Arenas
- La Tourette
- 433 rue Paradis
- La Valensole
- Propriété Sainte-Anne
- La Gouffonne
- Appartement Tomasini
- Hôtel Concorde Palm Beach
- Sopad-Usine Nestlé de Saint-Menet
- Hangar boulevard Mireille Lauze
- Ligne n° 1 du métro
- Ligne n° 2 du métro
- Opération Plage-Prado (Plages Gaston Defferre et parc balnéaire du Prado)

#### Port-de-Bouc
- Collège d'enseignement secondaire

### Cher

#### Bourges
- I.U.T.

### Gard

#### Nîmes
- Écoles standardisées en pierres
- Lycée de jeunes filles
- Centre hospitalier
- Préfecture

### Haute-Garonne

#### Toulouse
- Rangueil
  - Faculté des Sciences
  - I.U.T.
- I.U.T. de Ponsan
- Institut national des sciences appliquées
- École nationale supérieure de chimie
- H.L.M. Chapous
- H.L.M. Tripode

### Hérault

#### Montpellier
- Faculté de lettres
- Faculté des sciences

### Loire

#### Saint-Étienne
- I.U.T.

### Var

#### Saint-Raphaël
- Collège d'enseignement secondaire 600

### Vaucluse

#### Avignon
- Écoles standardisées en pierres
- Enseignement technique (lycée professionnel Robert Schuman)
- Ecole normale (Institut national supérieur du professorat et de l'éducation)
- Lycée Frédéric Mistral
- Lycée de jeunes filles (Théodore Aubanel)

### Hauts-de-Seine

#### Sceaux
- I.U.T.

## Décoration
- Commandeur de l'ordre des Arts et des Lettres (1981)[21]